# La Neuville-lès-Wasigny
La Neuville-lès-Wasigny är en kommun i departementet Ardennes i regionen Grand Est (tidigare regionen Champagne-Ardenne) i nordöstra Frankrike. Kommunen ligger  i kantonen Novion-Porcien som ligger i arrondissementet Rethel. År 2022 hade La Neuville-lès-Wasigny 162 invånare.

## Befolkningsutveckling
Antalet invånare i kommunen La Neuville-lès-Wasigny
Referens: INSEE